# Вассерман, Игорь Михайлович
Игорь Михайлович Вассерман (род. 22 сентября 1991, Иркутск) — российский хоккеист с мячом, защитник хоккейного клуба «Старт». Мастер спорта России (2014).

## Карьера
Воспитанник хоккейной школы «Байкал-Энергии».
В составе команды мастеров «Байкал-Энергии» дебютировал 20 января 2012 года в матче чемпионата России против новосибирского «Сибсельмаша». В составе команды становится дважды серебряным и дважды бронзовым призёром чемпионатов России, в 2015 году побеждает в Кубке России. По окончании сезона 2021/22 покидает «Байкал-Энергию».
С 2022 по 2024 год был игроком московского «Динамо».
Сезон 2024/25 провёл в составе новосибирского «Сибсельмаша». Летом 2024 года получил травму — разрыв передней крестообразной связки колена. Свои первые игры за команду провёл только во второй половине сезона.
В апреле 2025 года стал игроком нижегородского «Старта».
В сезоне 2015/16 был в расширенном составе сборной России для участия в чемпионате мира 2016 года.

## Достижения
«Байкал-Энергия»
- Серебряный призёр чемпионата России (2): 2015/16, 2016/17
- Бронзовый призёр чемпионата России (2): 2014/15, 2017/18
- Обладатель Кубка России: 2015
- Финалист Суперкубка России: 2016
- Финалист Кубка губернатора Хабаровского края: 2019
- Бронзовый призёр чемпионата России среди юниоров: 2010[9]
- Бронзовый призёр чемпионата России среди старших юношей: 2008[10]
- Чемпион России среди младших юношей: 2007[11]

«Динамо» (Москва)
- Бронзовый призёр чемпионата России: 2023/24
- Финалист Кубка России: 2023
- Финалист Суперкубка России: 2022

Личные
- В списке 22-х лучших игроков сезона: 2016

### Комментарии
1. ↑  Количество игр и голов за клуб(ы) в высшем дивизионе чемпионатов России
2. ↑  Результативные передачи